# Гірнича промисловість Великої Британії
Гірнича промисловість Великої Британії

## Загальна інформація
Основні галузі гірничої промисловості — видобуток вугілля, нафти і газу. У гірничодобувний промисловості діють державні і приватні компанії. У вартісному вираженні мінеральний сектор економіки країни згідно з даними Mining Annual Review 2002 у 2000 р. продукував загалом £27.7 млрд (£19.49 млрд у 1999), в тому числі нафти £16.13 млрд (£10.26 млрд), природного газу (включаючи конденсат) £7.72 млрд (£5.76 млрд), вугілля £0.92 млрд (£1.08 млрд), індустріальні та конструкційні мінерали — £2.4 млрд (£2.37 млрд).
Видобуток корисних копалин у 1992 (млн т): кам. вугілля — 80,8; нафти — 94,3; природного газу — 55,3 млрд м³.

## Окремі галузі
Нафта і газ. У 2001 (2000) видобуток сирої нафти провідною компанією UK Continental Shelf (UKCS) склав 106.55 млн т (114.57 млн т) з 144 (135) нафтових родовищ. Продукування зрідженого природного газу за той же період: 8.39 млн т (8.36 млн т), виробництво сухого газу — 55,427 млрд м³ (59,234 млрд м³) з 96 (82) родовищ, і 56,823 млрд м³ (55,128 млрд м3) мокрого газу з 17 (16) родовищ.

Видобуток та імпорт вугілля у країнах Європи

Вугілля. В. Б. станом на 2000 р. займала 13-е місце у світі за обсягом вуглевидобутку. Видобуток вугілля у Великої Британії за останні десятиліття скорочувався. Його динаміка за 1990–2001 (млн т): 1990 — 94; 1994 — 49,3; 1998 — 41; 1999 — 38; 2000 — 31.97; 2001 — 31.08. У 2001 (2000) рр. структура видобутку вугілля така: 17.91 Mt (17.61 Mt) — шахти; 13.41 Mt (13.56 Mt) — відкриті виробки (кар'єри). Провідна компанія UK Coal plc (до середини 2001 — RJB Mining) у 2001 (2000) рр. видобула вугілля 15.4 Mt (15.2 Mt) — з 13 підземних рудників і 4.2 Mt (3.9 Mt) — з 13 кар'єрів.
Вугледобувна галузь Великої Британії згортається. Якщо у 80-90-ті роки ХХ ст. тут було 250 вугледобувних підприємства, де працювало 300 тис. чол., то у 2004 їх залишиться тільки 11 із загальною кількістю працюючих 10 тис. чол. У 2002 закрито найстарішу вугледобувну шахту — «Принс Уельс» у Зах. Йоркширі, яка пропрацювала 140 років. У 2004 р. компанія «UK Coal» закриває найбільшу на сьогодні вугільну шахту «Селбі» [Ґлюкауф, № 1, 2003]. Вугільні басейни: Нортамберленд-Дарем.
Залізо і марганець. Протягом 2001 у Великої Британії перероблено імпортної зал. руди в кількості 14.03 Mt з 57,1% Fe (14.64 Mt з 54,9% Fe в 2000) разом з 1.07 Mt котунів з 63,8% Fe (2.2 Mt з 64,6% Fe). Імпорт і споживання руд Mn теж скоротилися.
Неметалічні корисні копалини.
За оцінкою Геологічної служби США в 2000 р. (в дужках дані за 1999 р.) у Великій Британії видобуто 650(495) тис. т калійних солей в перерахунку на K[2]О (8-е місце після Канади, Білорусі, Росії, ФРН, Ізраїлю, США, Йорданії), у світі — 25,552(25,239) млн т.
Калійна індустрія Великої Британії входить в першу десятку у світі. У 2001 (2000) рр. провідна компанія Cleveland Potash Ltd. видобула 2.67 млн т.(2.85 млн т) калійних руд і виробила 890 000 т (1 млн т) калію. Крім того, в ці роки видобуто 401 тис. т (509 тис. т) калійних солей [Mining Annual Review 2002].
Інші корисні копалини. У 2001 (2000) основними продуцентами видобуто 1.98 млн т (2.1 млн т) каоліну, 372 тис. т (403 тис. т) глини.

## Наукові установи, підготовка кадрів і друк
Див. Гірнича наука, освіта та преса Великої Британії